# Howard Wilkinson
Howard Wilkinson, OBE (* 13. November 1943 in Sheffield) ist ein englischer Fußballfunktionär sowie ehemaliger -spieler und -trainer. Bekannt wurde er vor allem als langjähriger Trainer von Sheffield Wednesday und Leeds United; den zuletzt genannten Klub führte er 1992 zur englischen Meisterschaft. Dazu diente er dem englischen Fußballverband in diversen Funktionen und war sowohl vor als auch nach der Amtszeit von Kevin Keegan (1999–2000) interimistischer Trainer der englischen Nationalmannschaft. Wilkinson ist Vorsitzender der englischen Trainervereinigung League Managers Association.

## Aktive Spielerlaufbahn
Wilkinson kam im Sheffielder Stadtteil Netherthorpe zur Welt und zeigte sich früh als Schüler mit seinem Team der Abbeydale Boys Grammar fußballaffin. Nicht selten stand er mit englischen Schulauswahlen schottischen Gegnern gegenüber. Neben fünf Jugendländerspielen absolvierte er dazu eine Reihe von regionalen Auswahlbegegnungen für den Sheffield and Hallamshire County. Im organisierten Vereinsfußball war er zunächst als Amateur für Sheffield United unterwegs, bevor es ihn über den Umweg FC Hallam zum Lokalrivalen Sheffield Wednesday zog.
Am 25. Juni 1962 unterschrieb Wilkinson bei den „Eulen“ seinen ersten Profivertrag. Der junge Flügelspieler, dessen Herz bereits im kindlichen Alter für Wednesday geschlagen hatte, absolvierte zunächst eine zweijährige Ausbildung in der Reservemannschaft, bevor er im September 1964 gegen den FC Chelsea (1:1) in der First Division erstmals in der Profielf zum Einsatz kam. Weitere 13 Ligapartien in der Saison 1964/65 ließen auf einen sportlichen Durchbruch in der höchsten englischen Spielklasse hoffen, aber Wilkinson blieb der erhoffte Sprung verwehrt. Nach nur noch acht weiteren Begegnungen verließ er den Klub in Richtung Brighton & Hove Albion, das im Juli 1966 die Ablösesumme von 6.000 Pfund zahlte.
Im südenglischen Küstenstädtchen Brighton verbrachte Wilkinson bis zu Beginn der 1970er eine moderate Fußballerkarriere in der dritten Liga und verstärkte in 129 Ligapartien die Mannschaft der „Seagulls“. Im Mai 1971 verpflichtete ihn dann Boston United. Dort übernahm Wilkinson parallel zu seinem Spielerdasein auch erste Traineraufgaben an der Seite von Jim Smith. Seine aktive Laufbahn dauerte bis 1976 an, bevor er nach 143 Ligapartien für Boston endgültig den Platz auf der Trainerbank einnahm.

## Trainerkarriere

### Erste Erfahrungen (1972–1983)
Als Wikinson in Boston die ersten Trainererfahrungen durchlebte, machte er an der University of Sheffield einen Abschluss in Leibeserziehung und übte an seiner alten Schule den Lehrerberuf aus, bevor er 1972 nach dem Weggang von Smith die sportliche Leitung von Boston United übernahm. Unter Wilkinsons Regie gewann der Klub 1973 und 1974 zwei Meisterschaften der Northern Premier League, dazu 1975 das passende Pokalgegenstück Northern Premier League Cup. Nach einer kurzen Tätigkeit bei dem in Manchester beheimateten AFC Mossley, für den er den Manchester Senior Cup errang, folgte er dem Ruf des englischen Fußballverbands FA. Wilkinson war bei der FA als sportlicher Direktor für den Nordosten Englands verantwortlich; dazu betreute er die aus Halbprofis bestehende englische C-Nationalmannschaft und gewann mit dieser 1979 den Four Nations Cup. Im Dezember 1979 gelang ihm schließlich der Sprung in den Profifußball, als ihn Notts County als Teil der Trainerstabs verpflichtete. Es dauerte nicht lange, bis Wilkinson Kotrainer wurde und im Juli 1982 beförderte ihn sein Arbeitgeber als Nachfolger von Jimmy Sirrel in die Cheftrainerrolle. Nur ein Jahr später heuerte ihn sein Ex-Klub und Zweitligist Sheffield Wednesday an.

### Sheffield Wednesday (1983–1988)
Mit der Unterstützung von Assistent und Ex-Wednesday-Spieler Peter Eustace und dem hoch geschätzten Physiotherapeuten Alan Smith nahm Wilkinson weitgehende Neuerungen im Verein vor. Der Erfolg ließ nicht lange auf sich warten und seine läuferisch wie kämpferisch überzeugenden Mannen blieben bis zum 16. Spiel in der Saison 1983/84 ungeschlagen. Sheffield Wednesday blieb während der gesamten Spielzeit auf den vordersten Plätzen und das Elfmetertor zum 1:0 gegen Crystal Palace von Mel Sterland sorgte für den Aufstieg in die höchste englische Spielklasse.
Obwohl Wilkinson für den wenig technisch orientierten Ansatz seiner Mannschaft häufig Gegenstand öffentlicher Kritik war, demonstrierte dieser mit Platz 8 und dem fünften Rang im Jahr darauf – dazu mit dem Erreichen des FA-Cup-Halbfinals 1986 – seine Trainerfähigkeiten auf national höchstem Niveau. Diese „Visitenkarte“ hätte ihm dann fast ein Engagement beim saudi-arabischen Klub al-Ittihad eingebracht, der Presseberichten zufolge mit einem Jahressalär von einer Million Pfund lockte und Sheffield Wednesday eine Ablösesumme von 500.000 Pfund anbot. Wilkinson blieb, aber nach der Sperre für englische Vereine infolge der Katastrophe von Heysel herrschte hinsichtlich des künftigen Kurses mit der Klubführung nun häufiger Uneinigkeit. Der Erfolgstrainer bestand trotz der fehlenden Zusatzeinnahmen aus den Europapokalspielen auf zusätzliche Investitionen, um die Mannschaft in der oberen Tabellenhälfte halten zu können. Präsident Bert McGhee hatte jedoch eine Sparpolitik ausgerufen und schon bald machte sich eine fehlende sportliche Qualität im Team bemerkbar. Einen besonderen Missklang erzeugte dabei die 1:5-Heimpleite gegen den neuen Meister FC Liverpool am letzten Spieltag der Saison 1987/88, die den gesamten Sommer 1988 überschattete.
Avancen des griechischen Spitzenklubs PAOK Saloniki widerstand er kurz darauf noch, aber als der ambitionierte Zweitligist Leeds United bei Wednesday offiziell um Transfergespräche bat, wurde man sich schnell einig. Am 10. Oktober 1988 gab Wilkinson seinen Rücktritt in Sheffield bekannt und nahm kurze Zeit darauf in West Yorkshire seine neue Tätigkeit auf.

### Leeds United (1988–1996)
Bei Leeds United formte „Sergeant Wilko“, wie er in Anspielung auf die Fernsehsendung Sergeant Bilko aufgrund seiner Vorliebe für hohe Disziplin genannt wurde, einen schlagkräftigen Kader, der mit den neu verpflichteten Gordon Strachan, „Rauhbein“ Vinnie Jones, sowie Mel Sterland, Chris Fairclough und Lee Chapman in der Saison 1989/90 den Aufstieg in die höchste englische Spielklasse bewerkstelligte. Mit weiteren Transfers wie Gary McAllister und John Lukic, aber auch neuen Talenten aus der eigenen Jugend wie Gary Speed und David Batty gelang es Wilkinson überraschend problemlos, den Klub in der First Division zu etablieren und auf den vierten Rang zu führen.
Nur ein Jahr später folgte der größte Erfolg in Wilkinsons Trainerlaufbahn, als er in der Saison 1991/92 – die letzte Spielzeit vor dem Start der neuen Premier League – den englischen Titel gewann. Dabei hatte er die Mannschaft weiter mit Akteuren wie Rod Wallace, Tony Dorigo und Steve Hodge verstärkt und im Februar 1992 mit dem Franzosen Éric Cantona noch eine entscheidende Offensivkraft hinzugewonnen. Nachhaltig wirkte sich dieser Höhenflug aber anschließend nicht aus, was der Absturz auf Abschlusstabellenrang 17 im Jahr darauf unter Beweis stellte. Exemplarisch für die „falsche Richtung“, in die sich der Klub nun unter Wilkinson entwickelte, war dabei im September 1992 die umstrittene Entscheidung, Cantona für 1,2 Millionen Pfund an Manchester United zu verkaufen, der sich dort wiederum zu einem der besten Premier-League-Spieler der 1990er entwickelte. In den beiden anschließenden Jahren wendete sich Wilkinsons Glück zeitweilig wieder zum Positiven, woraufhin auch der FC Arsenal im Sommer 1995 Interesse auf der Suche nach einem Nachfolger für George Graham zeigte – die Vereinsführung von Leeds United erteilte einem möglichen Wechsel jedoch eine Absage.
In der Saison 1995/96 zogen Wilkinsons Mannen ins Endspiel des Ligapokals ein, das aber mit 0:3 gegen Aston Villa verloren ging und dem Trainer eine große Menge Kritik einbrachte. Danach ging seine Zeit in Leeds schnell zu Ende, als der Klub schlecht in die neue Spielzeit 1996/97 startete. Eine 0:4-Pleite gegen Manchester United sorgte schließlich am 9. September 1996 für Wilkinsons Entlassung.

### Englische Auswahlmannschaften (1997–2002)
Vier Monate nach seiner Demission in Leeds nahm Wilkinson ein Angebot des englischen Fußballverbands als technischer Direktor an. Sein Arbeitsprofil sah vor, dass er die Trainingsarbeit und -konzepte auf allen Nachwuchsebenen der Auswahlmannschaften überwachte. In diesem Zusammenhang initiierte er nahe Burton den Bau eines nationalen Fußballzentrums; ein Projekt, das im Jahr 2012 zum Abschluss gelangen soll.
Kurze Bekanntheit über die Landesgrenzen hinaus erlangte er 1999, als er nach der Entlassung von Glenn Hoddle kurzfristig Trainer der englischen A-Nationalmannschaft war und die „Three Lions“ im Rahmen eines Freundschaftsspiels gegen Frankreich betreute. Im Anschluss übernahm er die Cheftrainerrolle der U-21-Auswahl und ersetzte damit den noch von Hoddle berufenen Peter Taylor. Diese Entscheidung wurde in den englischen Medien kontrovers diskutiert. Dazu kamen Misserfolge in Wilkinsons Amtszeit und das kurz zuvor ohne Niederlage und Gegentor gebliebene Team verlor unter seiner Regie drei von sechs Partien. Im Juni 2001 trat Wilkinson daraufhin von seinem Posten wieder zurück – ihm folgte schließlich David Platt nach. Zuvor hatte er im Oktober 2000 noch einmal der A-Nationalmannschaft beim 0:0 in der WM-Qualifikation gegen Finnland vorgestanden, nachdem Hoddles Nachfolger Kevin Keegan seinen Rücktritt verkündet hatte. Bis 2002 blieb er beim englischen Verband als technischer Direktor aktiv, bevor ihn ein wieder ein Ruf aus der Premier League ereilte.

### Letzte Trainerjobs (2002–2004)
Die Anfrage kam vom Abstiegskandidaten AFC Sunderland und im Oktober 2002 einigte sich Wilkinson mit den „Black Cats“ hinsichtlich eines Engagements – sein Assistent war Steve Cotterill. Das Jahr verlief jedoch mit nur zwei Siegen aus 20 Ligaspielen katastrophal, was am Ende in den Abstieg als abgeschlagener Tabellenletzter mündete. Bereits im März 2003 war Wilkinson da bereits entlassen worden.
Ein Jahr später lockte ihn der chinesische Erstligist Shanghai Shenhua, aber nach nur zwei Monaten beendete Wilkinson die Tätigkeit aus persönlichen Gründen vorzeitig. Zurück in seiner englischen Heimat arbeitete er im Oktober 2004 interimistisch im Trainerstab von Leicester City, bevor es ihn endgültig „hinter die Kulissen“ zog.

## Funktionärstätigkeiten
Bei seinem alten Verein Notts County übernahm Wilkinson einen Direktorenposten. Dazu engagierte er sich fortan intensiv für die Trainervereinigung League Managers Association als deren Vorsitzender. Im Januar 2009 kehrte er ein weites Mal zu Sheffield Wednesday als Berater zurück und übernahm für die Saison 2010/11 nach dem Rücktritt von Lee Strafford den Vereinsvorsitz. Er war dabei eine der entscheidenden Figuren, die den Klub vor der Insolvenz rettete und den Verkauf an den neuen Eigentümer Milan Mandarić einfädelte. Er blieb bis zu seinem Rücktritt im Januar 2011 Teil des dreiköpfigen Board of Directors. 2024 wurde er für seine Verdienste um den Fußball und in der Wohltätigkeit als Officer of the Order of the British Empire (OBE) ausgezeichnet.

## Titel/Auszeichnungen
- Englische Meisterschaft (1): 1992
- Charity Shield (1): 1992